# تئاتر آبراهام چاوز
تئاتر آبراهام چاوز که به عنوان تئاتر چاوز شناخته می شود، یک سالن کنسرت با ۲۵۰۰ صندلی است که در ال پاسو، تگزاس واقع شده است این تئاتر در مجاورت مرکز همایش ویلیامز قرار دارد. نام تئاتر آبراهام چاوز به افتخار استاد آبراهام چاوز که رهبر قدیمی سمفونی ال پاسو بود، گرفته شده است.  این سالن در اوایل دهه ۷۰ میلادی ساخته شد، با چارچوب ساختار منحنی تئاتر که در حال ساخت در صحنه‌های فیلمبرداری شده در هتل لافلین مجاور (از زمان تخریب) در فیلم فرار استیو مک‌کوئین در سال ۱۹۷۲ قابل مشاهده است.
افراد مشهور که در اینجا اجرا کرده اند عبارتند از گابریل ایگلسیاس، جورج لوپز و جوشوا رایان. در داخل، این تئاتر دارای یک لابی ۵۰۰۰ متر مربع (۴۶۰ متر مربع) و همچنین دارای یک رختکن است.
همچنین یک اتاق جلسات در مجاورت تئاتر وجود دارد.
رویدادهایی که در تئاتر چاوز برگزار می شود شامل کنسرت ها ، نمایش های برادوی ، مراسم فارغ التحصیلی ، اجرای ارکستر سمفونیک ال پاسو و سایر برنامه های ویژه است.